# Hans Huckebein, der Unglücksrabe

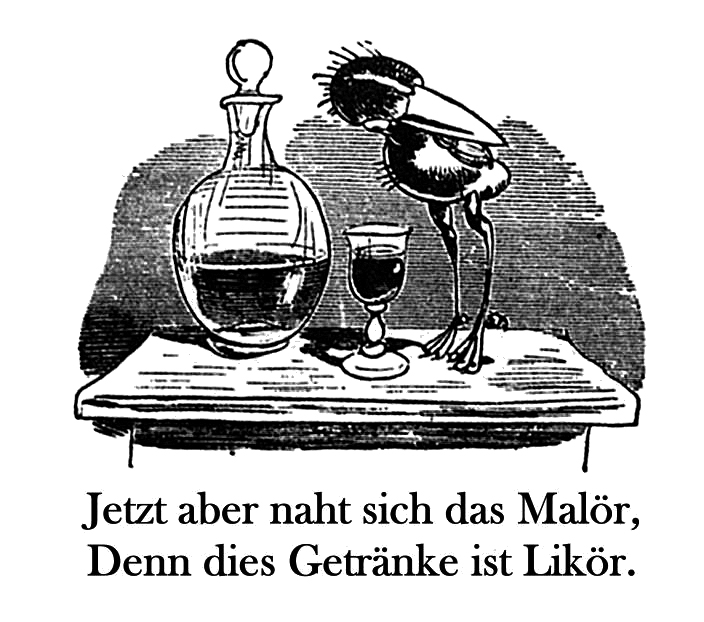
Der Unglücksrabe Hans Huckebein entdeckt den Likör

Hans Huckebein, der Unglücksrabe ist eine Bildergeschichte von Wilhelm Busch. Erstmals veröffentlicht wurde sie in den Blättern: Über Land und Meer, Stuttgart, Eduard Hallberger, X. Jahrgang (Oktober 1867–September 1868), 1/13, 3/45, 5/77, 8/125. Ähnlich wie auch bei anderen Tiergeschichten, wie z. B. der von Plisch und Plum oder Fipps, der Affe, spielt Busch auch hier gekonnt mit der Schadenfreude seiner Leserschaft sowie der Lust an der Heimtücke.

## Entstehung
Die Geschichte vom Unglücksraben Hans Huckebein (landschaftlich für: „Hinkebein“) ist ähnlich lausbubenhaft angelegt wie Max und Moritz. Wilhelm Busch war 35 Jahre alt, als er im Juni 1867 in seinem Heimatdorf Wiedensahl westlich von Hannover die Bildergeschichte zeichnete.
Als Busch eines Tages bei seinem Bruder in Wolfenbüttel zu Besuch war, erfuhr er, dass der zahme Rabe eines Wolfenbütteler Gärtners, den dieser auf seinem Hühnerhof hielt, alle frisch geschlüpften Küken getötet hatte. Immer wenn sie an der Wasserschale trinken wollten, pickte er sie auf den Kopf. Es ist nicht auszuschließen, dass diese Geschichte ihn inspirierte, aber es ist nicht überliefert, ob ihn diese tatsächlich beeinflusst hat und ob er gar noch auf dem Hühnerhof erste Skizzen des mörderischen Raben anfertigte.
Seinerzeit mobilisierte das auf die mörderische Tat folgende Ende des Raben eine von einem „Herrn Dr. Weber“ angeführte Gruppe, bei der es sich um einen Stammtisch oder eine Schulklasse gehandelt haben könnte und die in einem Gedicht mit 21 Unterschriften den unschönen Tod beklagte. Aus Buschs Antwort wurde später die Einleitung für die Buchfassung von Hans Huckebein der Unglücksrabe. Sie beginnt so:
Obwohl sein Ende mich bewegt

Ich durft es anders nicht vermelden

Er stirbt, denn tragisch angelegt

War der Charakter dieses Helden.
Wilhelm Buschs Bildergeschichte vom gefiederten Bösewicht erschien 1867 in vier Folgen in der von Eduard Hallberger (Gründer der Deutschen Verlagsanstalt) herausgegebenen Zeitschrift Über Land und Meer.

## Inhalt

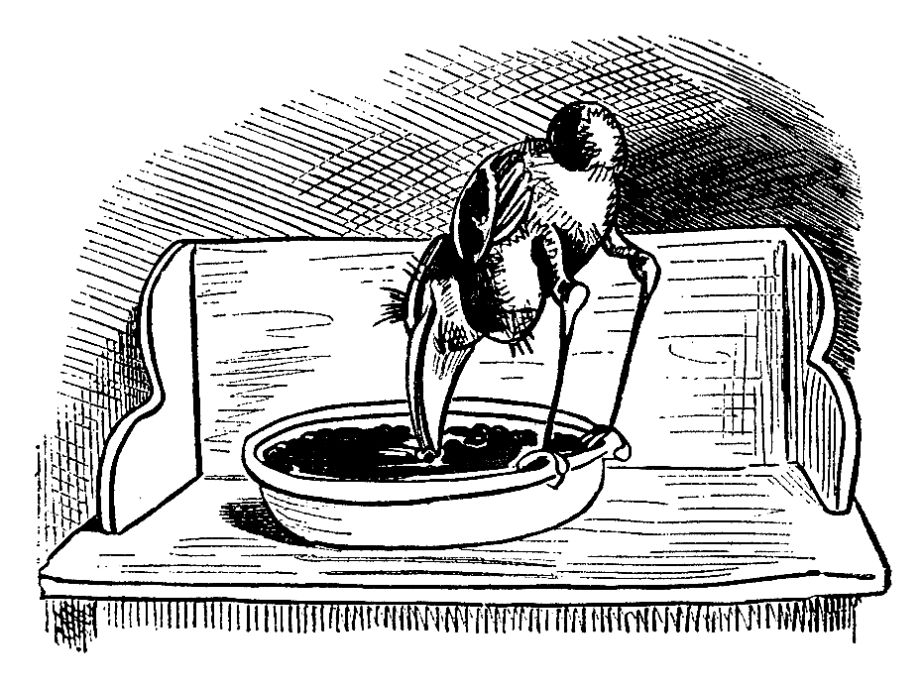
Hans Huckebein probiert vom frisch gekochten Heidelbeerkompott

Die Bildergeschichte erzählt in Reimform (Paarreim) von dem unglückseligen bösen Raben, genannt Hans Huckebein.
Der Knabe Fritz findet im Wald einen jungen Raben und will ihn unbedingt mit nach Hause nehmen. Mit List und Tücke fängt er das verängstigte Tier ein und bringt es nach Hause zu seiner Tante. Die wird sofort enttäuscht – der Rabe entpuppt sich nicht als ein niedliches Tierchen, sondern beißt sie heftig. Anschließend bringt er den Haushalt der Tante durcheinander: Er klaut dem Spitz einen Schinkenknochen, woraufhin unter den Tieren ein heftiger Streit entsteht, in den auch der Kater verwickelt wird. Da der Rabe gewitzt ist, trickst er die beiden aus und siegt. Nun ist er nicht mehr zu bremsen.
Er macht sich über das frisch gekochte Heidelbeerkompott her, und als die entsetzte Tante ihn einzufangen versucht, tappt er über deren saubere Bügelwäsche. Nun macht die Tante Jagd auf ihn, und bei seiner Flucht geht einiges zu Bruch: Die Teller im Bord, ein Korb Eier, der Krug mit Bier, und letztendlich fliegt noch ein Eimer Wasser, den die Tante abbekommt. Als sie versucht, den Raben mit einer Gabel zur Strecke zu bringen, landet jene in Fritzens Ohr. Huckebein versteckt sich, und als er dennoch entdeckt wird, beißt er die Tante in die Nase.
Vorwitzig wie er ist, macht er sich nun über den Likör her und leert das Glas ganz genüsslich. Betrunken torkelt er herum, wirft die Likörflasche vom Tisch und verheddert sich im Strickzeug der Tante. Er endet kläglich, indem er sich mit dem Garn selbst stranguliert.
Die Verse scheinen mit einer Moral („Die Bosheit war sein Hauptpläsier. Drum – spricht die Tante – hängt er hier!“) zu enden: Nachdem der böse Rabe den ganzen Haushalt der Tante rücksichtslos durcheinandergebracht hat, endet er schließlich kläglich durch eigene Schuld. Hier zeigt sich Wilhelm Buschs Hang zu düsteren Geschichten mit schwarzem Humor, der sich erkennbar durch sein gesamtes Werk zieht und Busch (aus heutiger Sicht) zu einem frühen Meister der Satire macht.
Mag sein, dass ein Teil der Leserschaft Mitleid mit dem Raben hatte. Für Wilhelm Busch war er, wie so oft in seinen Bildergeschichten, nur eine weitere von vielen Inkarnationen des Bösen, das nach seiner Auffassung in jedem Menschen und Tier stecke – und Huckebein wird auch mehrfach und ausdrücklich so bezeichnet:

„Der größte Lump bleibt obenauf“

„[…] – der Böse taumelt“

„Die Bosheit war sein Hauptpläsier […]“

## Weitere Verwendung des Namens
In Anlehnung an Buschs Geschichte erfuhr der Name (Hans) Huckebein in den unterschiedlichsten Zusammenhängen bis heute Verwendung, so für das deutsche Jagdflugzeugprojekt Ta 183, einen Berliner Kindergarten (einschließlich des Rabensymbols), einen Figurentyp einer Computerspielserie u. v. m. Seit 2013 wird in Stadthagen (nahe bei Buschs Geburtsort Wiedensahl) der Hans-Huckebein-Preis für Literaturschaffende im Geist Wilhelm Buschs verliehen.

## Verfilmungen
- 1924 Hans Huckebein, der Unglücksrabe (Werbefilm) – Regie: Curt Wolfram Kießlich (auch Kurt Wolfram Kiesslich) – Vera-Filmwerke
- 1978 Wilhelm Busch – Die Trickfilm-Parade: Max und Moritz und andere Streiche

## Sonderbriefmarken

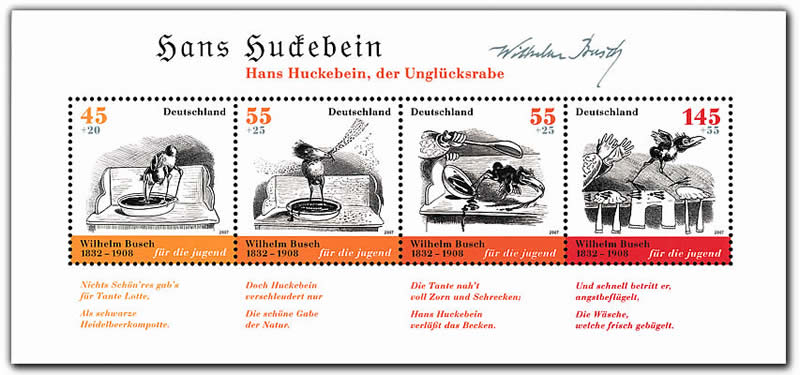
Sonderbriefmarken zum Busch-Jahr

Briefmarkenblock Für die Jugend 2007: „175. Geburtstag Wilhelm Busch – Hans Huckebein, der Unglücksrabe“
- Die Geschichte vom Unglücksraben ist zugleich Thema von vier Marken der Sonderbriefmarkenserie „Für die Jugend 2007“, siehe auch Briefmarken-Jahrgang 2007 der Bundesrepublik Deutschland.
- Die Zuschlagserlöse kommen der Stiftung Deutsche Jugendmarke e. V. zugute – und damit der Jugendarbeit in allen Bereichen.